# 双合站
双合站是一个位于中国北京市朝阳区垡头街道双合村，属于北京地铁7号线的地铁车站。车站主体结构于2013年7月封顶。2014年12月28日随7号线开通一同投入使用。

## 位置
双合站位于东南四环外，原玻璃二厂和原染料厂之间，大致呈东西走向。双合村原称双家坟，《北京市朝阳区地名志》称其因村西侧两座清代墓葬而得名，当地村民则称双家坟源自汉姓“双”的满族人。双家坟村后来与其西侧的东燕窝村合并，从而得名“双合村”。

## 结构
双合站为地下二层车站，双岛式站台设计，站台分别宽8米和10米。车站共有三条轨道，两座岛式站台之间为一条轨道，用于列车出入焦化厂车辆段。车站主体结构为双柱三跨钢筋混凝土结构，长272.15米, 宽29.9米, 中心处覆土2.86米底板埋深16.96米。该站设有4个出入口及2组风亭。
| 地面层          | 出入口                             | A-D出入口                                |
| 地下一层 站厅层 | 站厅                               | 票务服务、自动售票机、查询机、一卡通充值 |
| 地下二层 站台层 |                                    | █ 7号线往北京西站（垡头）                |
| 地下二层 站台层 | 岛式站台，左/右側開門              |                                          |
| 地下二层 站台层 | █ 7号线回库/出库往北京西站（垡头） |                                          |
| 地下二层 站台层 | 岛式站台，左/右側開門              |                                          |
| 地下二层 站台层 | █ 7号线往环球度假区（焦化厂）      |                                          |

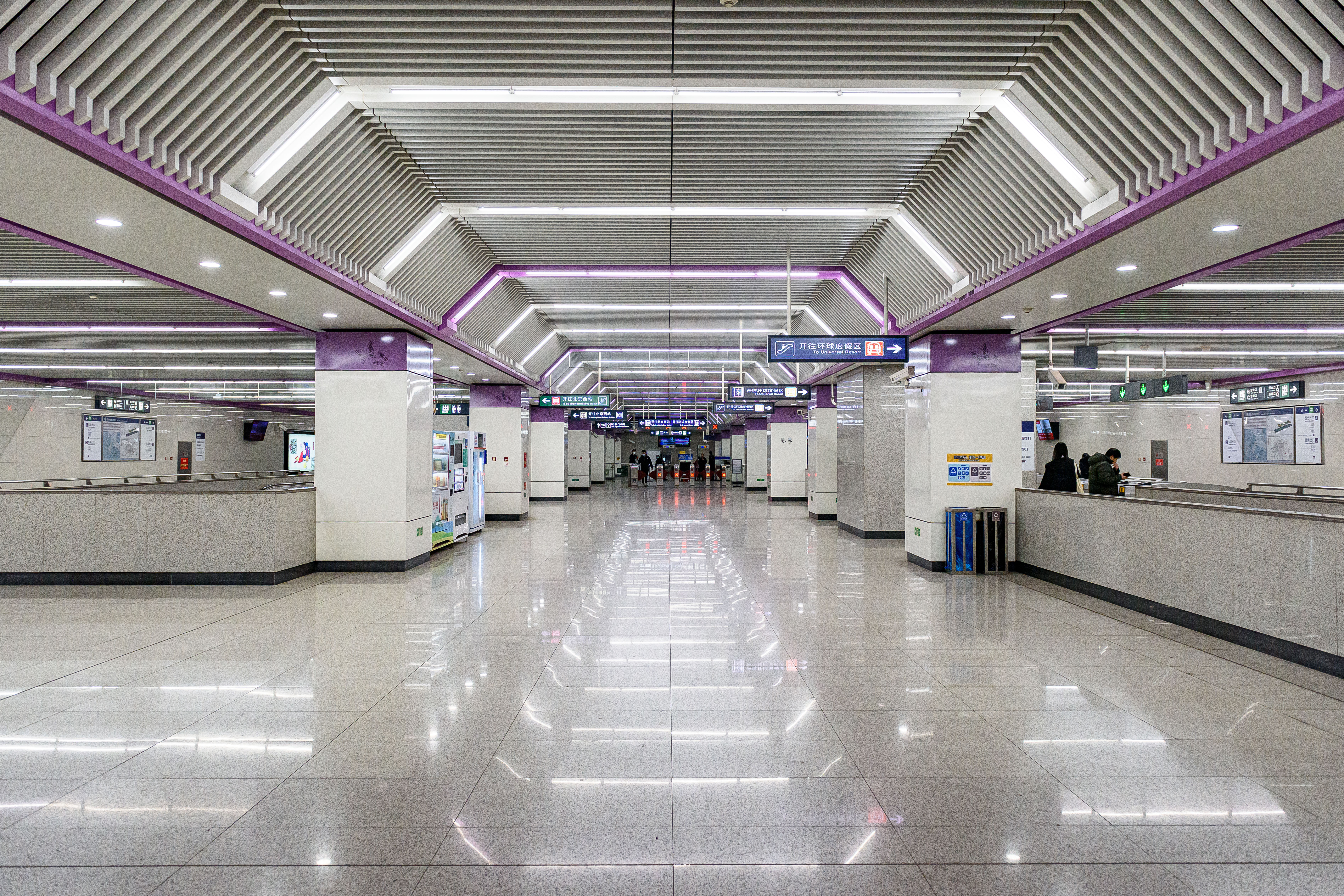
站厅，可见此站为双柱三跨车站
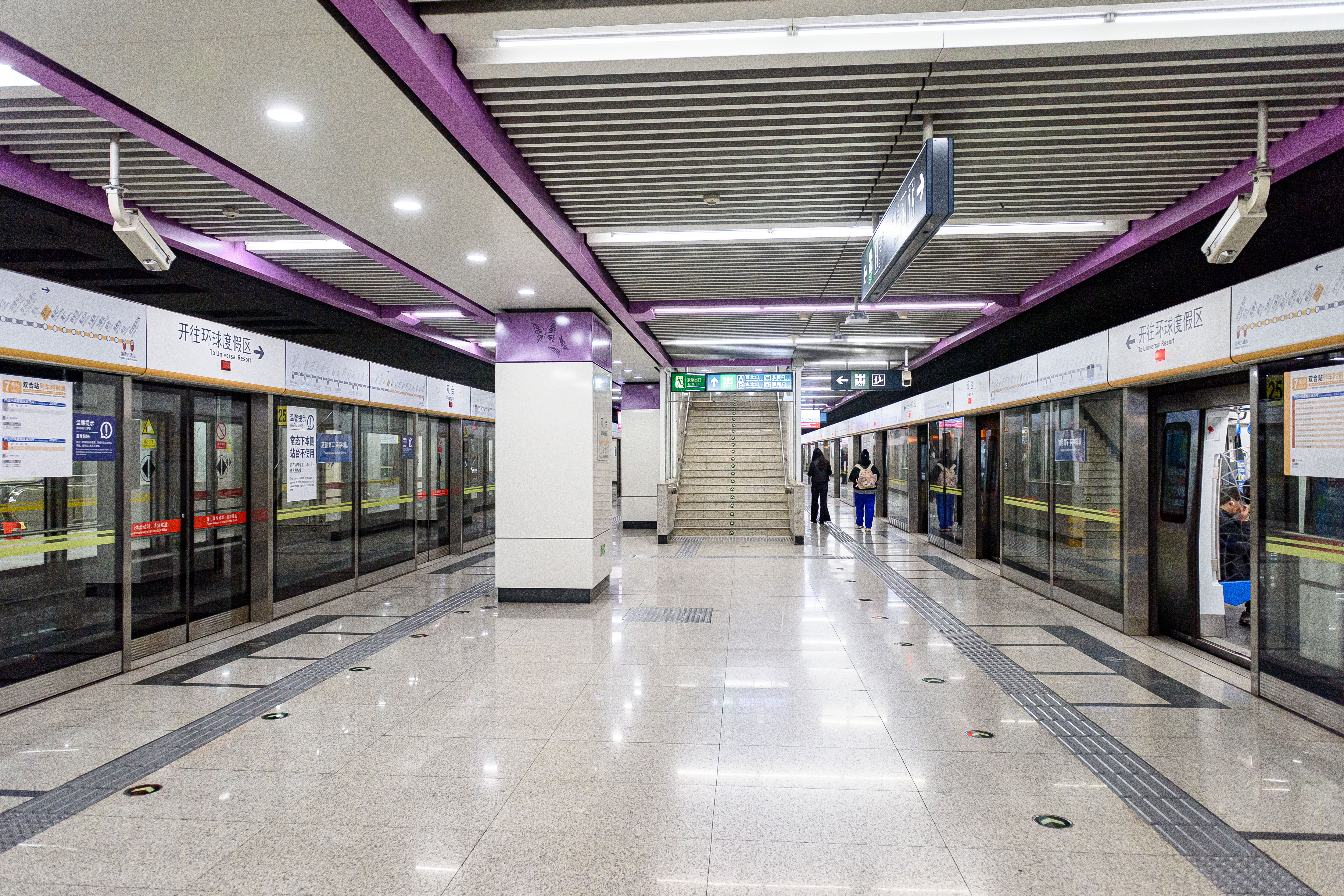
站台（环球度假区方向），图片左侧的路轨为出入段线方向

## 出入口
|                       |        |                              |      |            |  |
| 编号                  | 指示   | 建议前往的目的地             | 图片 | 无障碍设施 |  |
| 出口 · A              | 化工路 | 乐乎青年社区、603文化创意园  |      | 不適用     |  |
| 出口 · B · 升降机标志 |        | 双合家园                     |      |            |  |
| 出口 · C              |        | 双合家园、北京市工业技师学院 |      | 不適用     |  |
| 出口 · D              | 化工路 | 武基路                       |      | 不適用     |  |
| 註： 設有             |        |                              |      |            |  |